# بحيرة كيفو

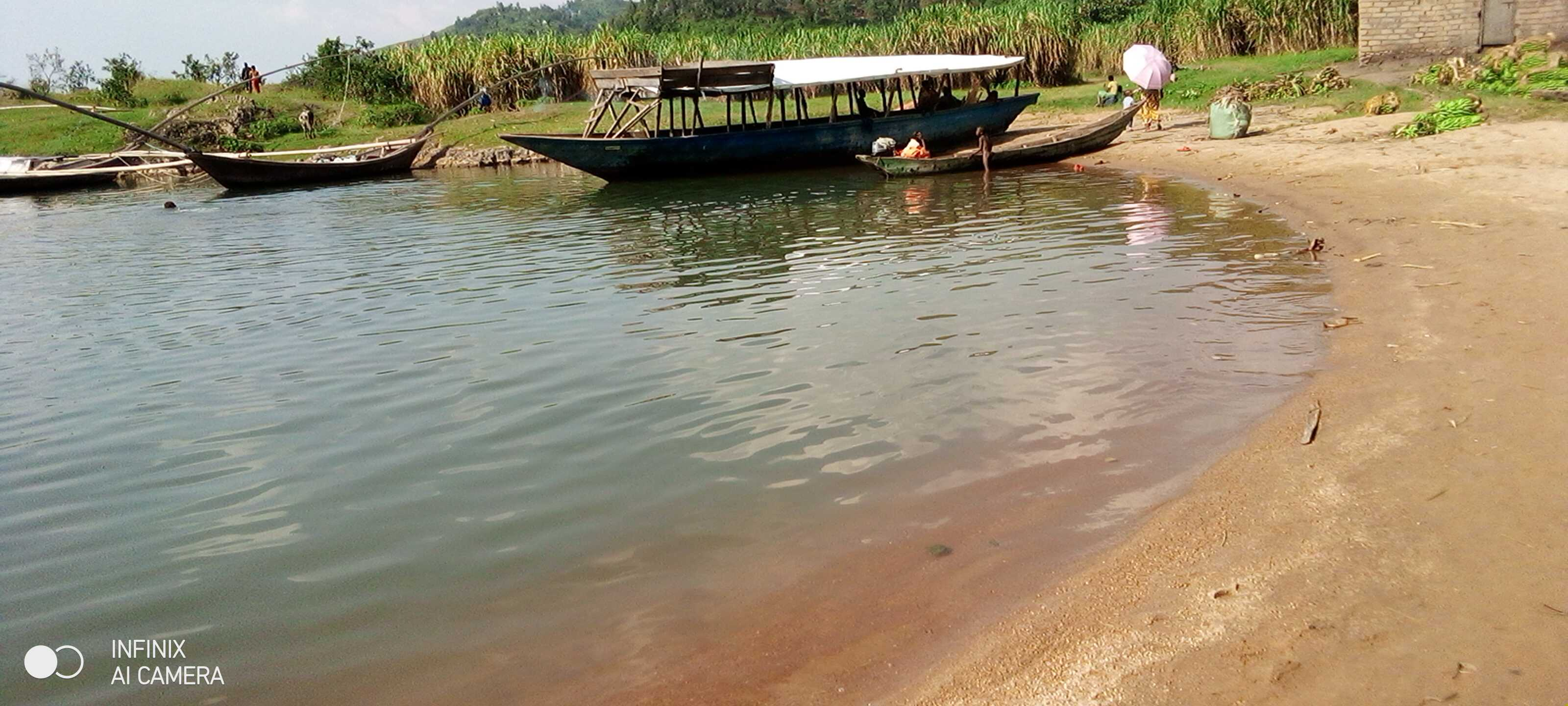
بحيرة كيفو
بحيرة كيفو هي واحدة من البحيرات العظمى الأفريقية. إنها تقع على الحدود بين جمهورية الكونغو الديمقراطية ورواندا ، وذلك في المتصدع (غرب) ألبرتين، وهي جزء من وادي الصدع العظيم. بحيرة كيفو يصب في نهر روزيزي الذي يتدفق جنوبا إلى بحيرة تنجانيقا. اسم يأتي من كيفو الذي يعني «البحيرة» في لغة البانتو، تماما مثل الكلمات أو تنجانيقا نيانزا
البحيرة تغطي مساحة إجمالية تبلغ حوالي 2700 كم أو 1040 (ميل مربع)، وتقف على ارتفاع 1460 متر (4790 قدما) فوق مستوى سطح البحر. بعض 3701 كم أو 58 ٪ من مياه بحيرة تقع داخل حدود جمهورية الكونغو الديمقراطية. قاع البحيرة يجلس على وادي الصدع الذي يجري سحب ببطء بعيدا، مما تسبب في النشاط البركاني في المنطقة، وجعلها عميقة على وجه الخصوص : في المرتبة عمقها الحد الأقصى من 480 متر (1575 قدم) الثامنة عشرة في العالم. وتحيط بها الجبال المهيبة البحيرة.
العاشرة على العالم في أكبر الداخلية الجزيرة، إدجوي، وتقع في بحيرة كيفو، وكذلك في جزيرة صغيرة من Tshegera، والتي تقع أيضا ضمن حدود متنزه فيرونغا الوطني، في حين أن المستوطنات على شاطئه تشمل بوكافو، وكاباري، وكاليهي، ساكي وغوما في الكونغو وجيسينيي، وكيبويي وسيانغوغو في رواندا.
وتشمل أنواع الأسماك المحلية من Barbus، Clarias، وHaplochromis، وكذلك البلطي النيلي. وقدم Limnothrissa miodon، واحد من اثنين من الأنواع المعروفة مثل السردين تنجانيقا، في عام 1959 وشكّلت أساسا لمصايد الأسماك البحرية منطقة جديدة. في 1990s في وقت مبكر، وكان عدد من الصيادين في البحيرة 6563، والتي ترافقت مع 3027 السمكية البحرية ومصايد الأسماك 3536 مع التقليدية. أدّى الصراع المسلح على نطاق واسع في المنطقة المحيطة بها من منتصف 1990s في انخفاض محصول صيد الأسماك.